# Cycas edentata
Cycas edentata — вид голонасінних рослин класу саговникоподібні (Cycadopsida).
Етимологія: Від латинського dentata зубчастий, приставкою e- без, з посиланням на мегаспорофільні вершини.

## Опис
Стебла деревовиді. Листя довжиною 150–180 см. Пилкові шишки веретеновиді, оранжеві, довжиною 55–60 см, 11–13 см діаметром. Мегаспорофіли 24–34 см завдовжки, коричнево-повстяні. Насіння плоске, яйцевиде, 55–66 мм завдовжки, 45–50 мм завширшки; саркотеста помаранчево-коричневого кольору.

## Поширення, екологія
країни поширення: Індонезія (Суматра); Малайзія (півострів Малайзія, Сабах, Саравак); М'янма; Філіппіни; Таїланд; В'єтнам. Цей вид живе тільки уздовж берегової лінії, від повного сонця до середнього затінку, часто в сухому прибережному чагарнику на пляжному піску, стабілізованих прибережних піщаних дюнах або мисах, часто на дуже дрібному ґрунті і, мабуть, і гранітному і вапняковому субстратах.

## Загрози та охорона
Цей вид зростає на прибережних ділянках, які зазнали серйозного тиску з ростом населення і розвитку. Це середовище проживання також під усе більшим тиском для місць аквакультури.